# La Escondida, Huichapan
La Escondida är en ort i Mexiko.   Den ligger i kommunen Huichapan och delstaten Hidalgo, i den sydöstra delen av landet, 110 km norr om huvudstaden Mexico City. La Escondida ligger 2 461 meter över havet och antalet invånare är 255.
Terrängen runt La Escondida är kuperad. Runt La Escondida är det ganska glesbefolkat, med 42 invånare per kvadratkilometer. Närmaste större samhälle är Huichapan, 9,4 km nordväst om La Escondida. I omgivningarna runt La Escondida växer huvudsakligen savannskog.